# Fuentelviejo
Fuentelviejo település Spanyolországban, Guadalajara tartományban. Fuentelviejo Tendilla, Moratilla de los Meleros, Renera és Armuña de Tajuña községekkel határos. Lakosainak száma 56 fő (2024).

## Népesség
A település népessége az utóbbi években az alábbiak szerint változott:
| Lakosok száma | 66   | 60   | 57   | 55   | 50   | 53   | 57   | 46   | 54   | 56   |
|               | 2001 | 2004 | 2006 | 2009 | 2011 | 2014 | 2016 | 2019 | 2021 | 2024 |